# Jan Władysław Skolimowski
Jan Władysław Skolimowski herbu Lubicz (zm. przed 19 lipca 1680 roku) – sędzia drohicki od 1674 roku, podsędek drohicki w latach 1668–1674, wojski drohicki w latach 1658–1668.
Poseł sejmiku drohickiego na sejm 1658, sejm 1659, sejm 1661 roku. Poseł na sejm 1664/1665 roku. Poseł sejmiku mielnickiego na drugi sejm 1666 roku, sejm 1667 roku.
Był elektorem Michała Korybuta Wiśniowieckiego z ziemi drohickiej w 1669 roku. Poseł na sejm nadzwyczajny 1670 roku z ziemi drohickiej. Był członkiem konfederacji generalnej zawiązanej 15 stycznia 1674 roku na sejmie konwokacyjnym. W 1674 roku był elektorem Jana III Sobieskiego z województwa podlaskiego. Poseł na sejm grodzieński 1678–1679 roku.